# Rondell Bartholomew
Pour les articles homonymes, voir Bartholomew.
Rondell Bartholomew (né le 7 avril 1990 à Saint-Georges) est un athlète grenadien spécialiste du 400 mètres.

## Carrière
Il remporte en 2008 le 400 m des Jeux de la Carifta en portant son record personnel à 46 s 86.
Troisième des Jeux panaméricains juniors de 2009, et deuxième des Jeux de la Carifta derrière son compatriote Kirani James, il participe aux Championnats du monde de Berlin où il s'incline dès les séries dans le temps de 46 s 85.
En 2011, Rondell Bartholomew descend pour la première fois de sa carrière sous les 45 secondes au 400 mètres en réalisant le temps de 44 s 65 à Lubbock, au Texas. Lors des Mondiaux de Daegu, il accompagne en finale son compatriote champion du monde à 18 ans.

### Palmarès
| Année | Compétition                        | Lieu           | Résultat | Performance |
| ----- | ---------------------------------- | -------------- | -------- | ----------- |
| 2009  | Championnats panaméricains juniors | Port-d'Espagne | 3e       | 46 s 61     |
| 2011  | Championnats du monde              | Daegu          | 6e       | 45 s 45     |

### Records
| Épreuve       | Performance | Lieu         | Date            |
| ------------- | ----------- | ------------ | --------------- |
| 400 m         | 44 s 65     | Lubbock      | 2 avril 2011    |
| 400 m (salle) | 45 s 84     | Fayetteville | 11 février 2011 |